# Nalbari
Nalbari là một thành phố và là nơi đặt ban đô thị (municipal board) của quận Nalbari thuộc bang Assam, Ấn Độ.

## Địa lý
Nalbari có vị trí 26°25′B 91°26′Đ / 26,42°B 91,43°Đ Nó có độ cao trung bình là 42 mét (137 foot).

## Nhân khẩu
Theo điều tra dân số năm 2001 của Ấn Độ, Nalbari có dân số 23.177 người. Phái nam chiếm 52% tổng số dân và phái nữ chiếm 48%. Nalbari có tỷ lệ 79% biết đọc biết viết, cao hơn tỷ lệ trung bình toàn quốc là 59,5%: tỷ lệ cho phái nam là 83%, và tỷ lệ cho phái nữ là 75%. Tại Nalbari, 11% dân số nhỏ hơn 6 tuổi.